# حسگر فراصوت

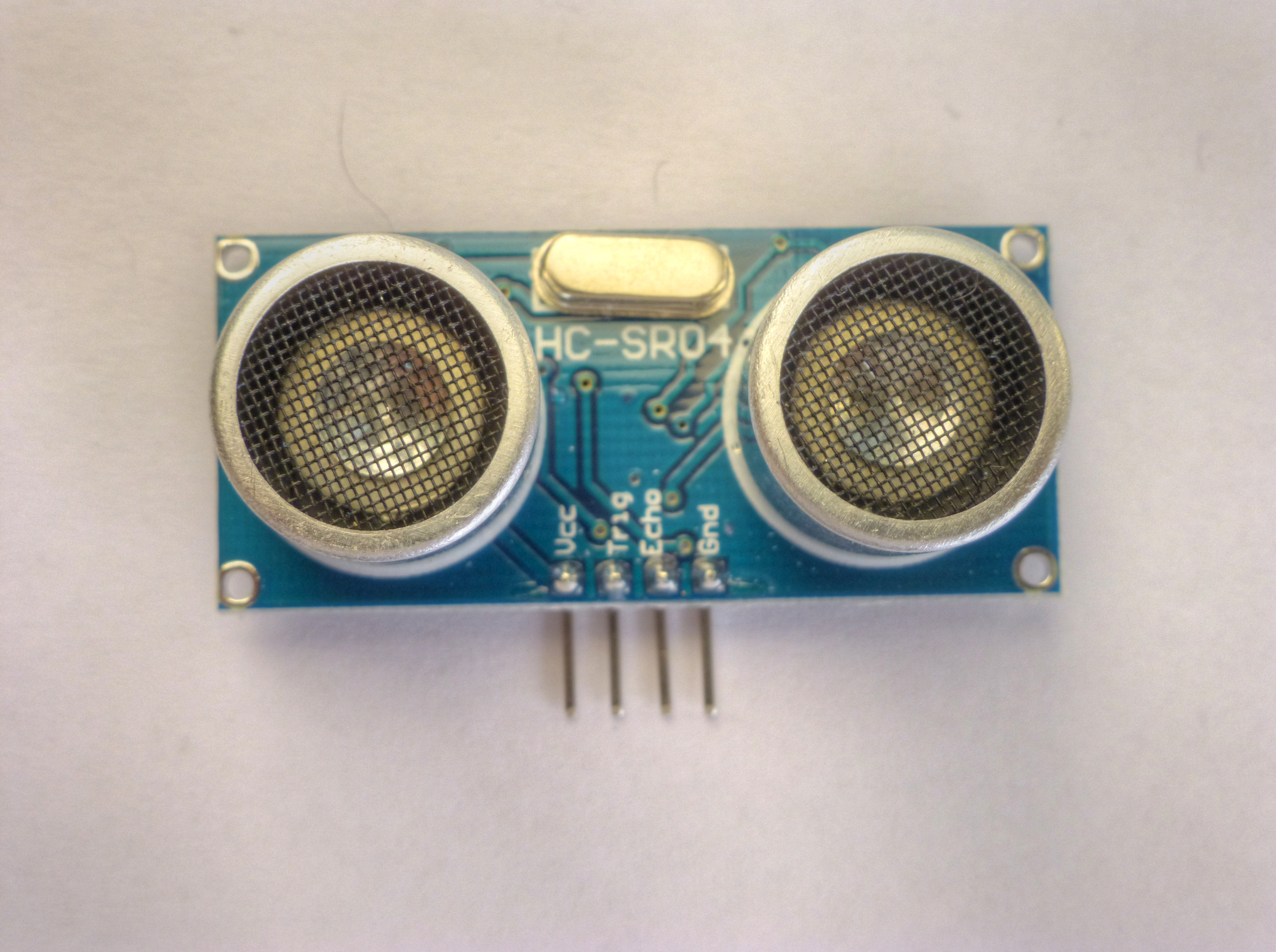
حسگر فراصوت

اساس کار حسگرهای فراصوت مشابه رادار یا ردیاب صوتی، تشخیص ویژگی‌های هدف از طریق تحلیل بازتاب امواج رادیویی یا صوتی می‌باشد. حسگرهای فراصوت امواج صوتی با فرکانس بالا ایجاد می‌کنند و موج بازتاب شده را دریافت و تحلیل می‌کنند. این حسگرها با محاسبهٔ زمان بین فرستادن سیگنال و گرفتن بازتاب، فاصلهٔ جسم را محاسبه می‌کنند.
از این فناوری می‌توان در اندازه‌گیری سرعت و جهت باد یا میزان پر بودن یک مخزن استفاده کرد. برای اندازه‌گیری سرعت و جهت، یک دستگاه از چندین گیرنده استفاده می‌کند و از روی فاصلهٔ نسبی آن‌ها سرعت را اندازه می‌گیرد. برای اندازه‌گیری میزان مایع داخل یک مخزن نیز کافیست فاصله از سطح مایع اندازه گرفته شود. کاربردهای دیگر شامل ردیاب‌های صوتی(sonar)، بخورها
(Humidifier)، فراوانگاری
(سونوگرافی فراصوت)، دزدگیرها و آزمایش‌های غیر مخرب(Nondestructive testing) می‌شود.
به‌طور معمول از فرستنده و گیرنده‌هایی استفاده می‌شود که با تبدیل انرژی الکتریکی به صوتی امواج صوتی بالاتر از ۲۰ کیلوهرتز ایجاد می‌کنند و با دریافت بازتاب امواج صوت را بار دیگر به انرژی الکتریکی تبدیل می‌کنند تا قابل اندازه‌گیری و نمایش باشند.
مشکلات عمدهٔ این فناوری شکل‌های گوناگون سطوح اجسام و چگالی یا غلظت مواد است. به عنوان مثال وجود کف در سطح یک مایع این عمل را مختل می‌کند.

## تاریخچه
تاریخچه این سنسور به سال ۱۹۱۲ میلادی و بعد از غرق شدن کشتی تایتانیک بر می‌گردد. بعد از غرق شدن تایتانیک دانشمندان به دنبال راه حلی برای تکرار نشدن این فاجعه افتادند، که اگر کاپتان کشتی به هر دلیلی قادر به دیدن جلو کشتی نبود وسیله ای هشدار دهنده او را از وجود مانع مطلع سازد.
در سال ۱۹۱۲ میلادی آقای لوئیس فرای ریچاردسون با الهام از طبیعت و استفاده از مسیریابی خفاش‌ها موفق به ساخت سنسور فراصوتی شد. خفاش‌ها به دلیل بینایی ضعیف و حساس به نو ر، از امواج فراصوتی برای تشخیص موانع استفاده می‌کنند. اما از آن سال تا کنون که نزدیک به یک قرن از آن می‌گذرد این سنسور کاربردهای فراوانی در زندگی ما پیدا کرده‌است.

## آشکار ساز
از آنجایی که کریستال‌های پیزوالکتریک هنگام اعمال نیرو به آنها، ولتاژ تولید می‌کنند، می‌توانند در آشکار ساز فراصوت مورد استفاده قرار گیرند. برخی سیستم‌ها از اجزاء فرستنده و گیرنده جدا استفاده می‌کنند در حالیکه سیستم‌های دیگر تنها از یک فرستنده- گیرنده پیزوالکتریک تشکیل می‌شوند.
راه‌های دیگر برای ایجاد کردن و ردیابی کردن تغییر شکل بر اثر مغناطیس(magnetostriction)و تحریک خازنی (capacitive actuation) می‌باشد.

## کاربردها
چند نمونه از کاربردهای حسگرفراصوت:
- کاربرد در دزدگیر اتوموبیل و وسیله هشدار دهنده فاصله در اتوموبیل
- استفاده در ثبت دقیق‌ترین زمان ممکنه در ورزش دو و میدانی
- استفاده در باک هواپیما برای فهمیدن مقدار سوخت (سنسور تشخیص سطح مایعات)
- استفاده در کنترل دور ماشین‌های صنعتی
- کاربرد در علم هواشناسی جدید (سنسور فشار)
- دبی متر اولتراسونیک
- کاربرد در پزشکی

حسگر فراصوت در پزشکی، در شکل‌ها و اندازه‌های مختلفی موجود هستند که در عکس برداری از قسمت‌های مختلف بدن کاربرد دارند. حسگر ممکن است بر روی سطح بدن قرار گیرد یا در مخرج‌های بدن مثل مقعد و مهبل قرار گیرد. پزشکانی که از روش‌های فراصوتی استفاده می‌کنند، اغلب از یک سیستم مکان یاب(Probe positioning system) برای نگه داشتن مبدل فراصوت استفاده می‌کنند.
- کاربرد در صنعت

سنسورهای فراصوت برای ردیابی و آشکار سازی هدف‌ها و اندازه‌گیری فاصله آن‌ها در بسیاری از کارخانه‌های خودکار به کار می‌روند. سنسورها با یک خروجی دیجیتال (روشن یا خاموش) برای یافتن وجود هدف و سنسورهایی با یک خروجی دیجیتال که به‌طور تناسبی بر حسب فاصله سنسور تا هدف تغییر می‌کند، موجود هستند.
به علت اینکه سنسورهای فراصوت به جای نور از صدا برای آشکار سازی استفاده می‌کنند، در کاربردهایی که سنسورهای فوتوالکتریک(سنسورهای فوتوالکتریک) قابل استفاده نیستند، به کار می‌روند. این سنسورها راه حل خوبی برای آشکارسازی اجسام شفاف و اندازه‌گیری سطح مایع هستند؛ کاربردهایی که سنسورهای فوتوالکتریک به علت عدم بازتاب نور از سطح هدف دچار اخلال می‌شوند. رنگ هدف و/یا بازتاب بر سنسورهای فراصوت تأثیر نمی‌گذارد که در نتیجه می‌توانند در نور زیاد عمل کنند.
انواع دیگر مبدل‌ها در دستگاه‌های تمیزکننده دارای سنسور فراصوت به کار می‌روند. یک مبدل فراصوت به یک فولاد ضد زنگ که با یک حلال (معمولاً آب یا ایزو پروپانول) پر شده‌است، اضافه می‌شود و بعد موج مربعی به آن اعمال می‌شود که انرژی لرزشی به مایع می‌دهد.

## جستارهای مرتبط
- سونوگرافی فراصوتی
- سونار
- آزمون فراصوت